# Alias Grace (serie de televisión)
Alias Grace es una miniserie de televisión canadiense dirigida por Mary Harron y escrita por Sarah Polley, basada en la novela de Margaret Atwood, Alias Grace. El elenco está compuesto por Sarah Gadon, Edward Holcroft, Rebecca Liddiard, Zachary Levi, Kerr Logan, David Cronenberg, Paul Gross, y Anna Paquin. La serie contiene 6 episodios. Fue estrenada en CBC el 25 de septiembre de 2017, y apareció en Netflix el 3 de noviembre del mismo año.
Antes del estreno de la serie, los dos primeros episodios recibieron una proyección previa en el Festival Internacional de Cine de Toronto de 2017 en su línea de programación de televisión seleccionada en horario estelar.
La serie fue la tercera adaptación de una novela de Atwood transmitida por televisión en 2017, después de The Handmaid's Tale (adaptada para Hulu) y Wandering Wenda (adaptada para la alineación CBC Kids de CBC Television).

## Casting

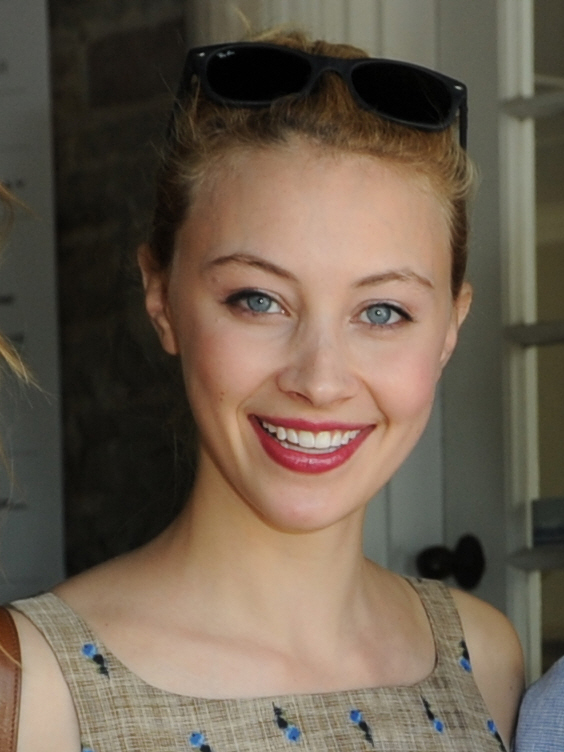
Sarah Gadon ganó el premio a Mejor Actriz Principal en los Canadian Screen Awards el 2018 por su interpretación de Grace Marks en la serie.

### Principales
- Sarah Gadon como Grace Marks, la protagonista[7]
- Edward Holcroft como el Dr. Simon Jordan, un psiquiatra de voluntad débil
- Rebecca Liddiard como Mary Whitney, amiga de Grace
- Zachary Levi como Jeremiah, el vendedor ambulante[8]
- Kerr Logan como James McDermott, empleado de Kinnear
- David Cronenberg como Reverend Verrenger, un miembro del comité que quiere que Grace sea absuelta
- Anna Paquin como Nancy Montgomery,[9] empleada de Kinnear
- Paul Gross como Thomas Kinnear, un hombre rico que contrata a Grace

### Recurrentes
- Martha Burns como Mrs. Parkinson
- Will Bowes como George Parkinson
- Sarah Manninen como Mrs. Humphrey
- Stephen Joffe como Jamie Walsh
- Michael Therriault como Mr. McDonald
- Margaret Atwood como la anciana en la iglesia (cameo)

## Recepción
En Metacritic, la serie recibió un puntaje de 82 sobre 100 basada en 30 reseñas, indicando "aclamación universal". La miniseries tuvo un 99% de rating de aprobación en Rotten Tomatoes, con una calificación promedio de 8.01 sobre 10 basada en 79 reseñas. El consenso crítico del sitio fue: "Los comentarios sociales mordaces y la actuación hipnótica de Sarah Gadon hacen de  Alias Grace  una valiosa adición al catálogo de adaptaciones de Margaret Atwood".